# Breve regnum erigitur
Breve regnum erigitur – incipit najstarszej znanej piosenki żakowskiej, powstałej w języku łacińskim wśród uczniów krakowskich. Została ona zapisana wraz z notacją muzyczną na karcie 181 verso rękopisu przez nieznanego kopistę w XV wieku.
Utwór opowiada o zwyczaju panującym wśród XV-wiecznych żaków krakowskich, którzy corocznie, w dniach 15–22 października, porzucali obowiązki, aby oddawać się hucznej zabawie. Dochodziło wówczas do odwrócenia hierarchii społecznej – uczniowie przejmowali władzę w szkole, wybierając między sobą króla i dwór. Następnie zabawa przenosiła się na ulice, przejmowano we władanie miasto. Zwyczaj ten był znany także i w innych państwach średniowiecznej Europy (w Niemczech, Czechach, a przede wszystkim we Francji – jako kontynuacja rzymskich saturnaliów).
W łacińskim tekście piosenki żaków krakowskich charakterystyczny jest żal i zaduma nad faktem, że zabawa ta nie będzie trwać wiecznie. W pierwszej zwrotce występuje nawiązanie do motywu obracającego się koła bogini Fortuny: Sublimatum deprimitur / Et depressum elabitur / Transmutato tempore, co dosłownie oznacza: W zmieniającym się czasie to, co wyniosłe, jest strącane w dół, a to, co nisko położone, doznaje wyniesienia w górę. Utwór zbudowany jest z pięciu strof czterowersowych.
Rękopis piosenki przechowywany jest w Bibliotece Narodowej w Warszawie (w tzw. zbiorze Kras 52). O odkryciu tekstu pierwszy doniósł w 1973 Henryk Kowalewicz w „Pamiętniku Literackim”, w artykule Średniowieczna poezja polskich żaków. Piosenkę na język polski przełożył Zygmunt Kubiak.

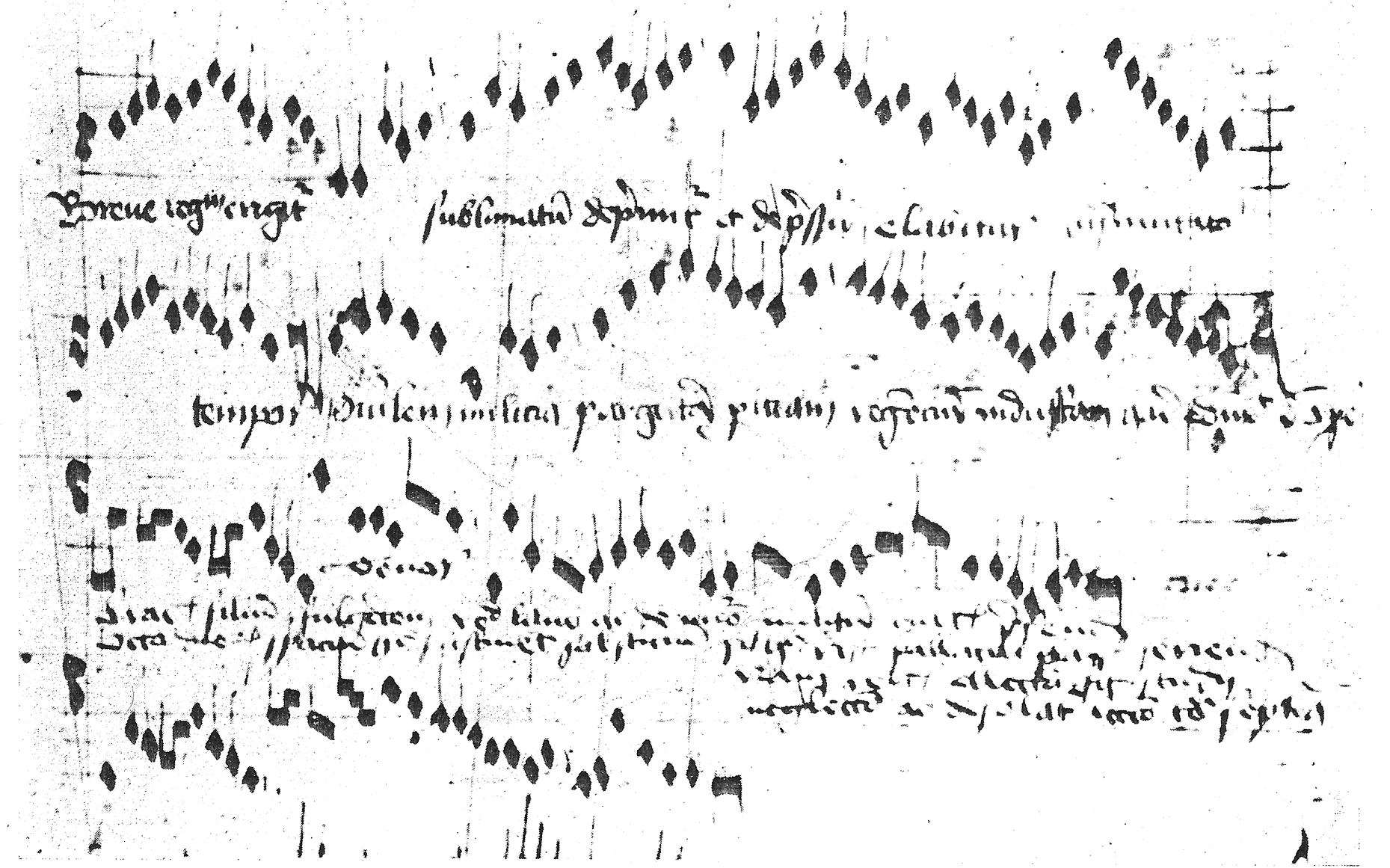
Fragment rękopisu Breve regnum wraz z notacją muzyczną

Oryginalny tekst łaciński:
| według średniowiecznej konwencji pisowni                                                | według pisowni klasycznej                                                               |
| --------------------------------------------------------------------------------------- | --------------------------------------------------------------------------------------- |
| Breve regnum erigitur, Sublimatum deprimitur Et depressum elabitur Transmutato tempore, | Breve regnum erigitur, Sublimatum deprimitur Et depressum elabitur Transmutato tempore. |
| Puerilem miliciam, Perargutam periciam, Regencium industriam, Hanc eduxit in opere      | Puerilem militiam, Perargutam peritiam, Regentium industriam, Hanc eduxit in opere.     |
| Cracoviensem filium, Fulgentem velut lilium Ac de numero milium Cunctis preferendum.    | Cracoviensem filium, Fulgentem velut lilium Ac de numero milium Cunctis praeferendum.   |
| Octo dierum spacium Hoc sustinet solacium, Post hoc regis palacium Plagis feriendum,    | Octo dierum spatium Hoc sustinet solatium, Post hoc regis palatium Plagis feriendum.    |
| Namque regis eleccio Fit studii negleccio Ac desolatur leccio Tota septimana.           | Namque regis electio Fit studii neglectio Ac desolatur lectio Tota septimana.           |